# Lotorp
Lotorp är en tätort i Finspångs kommun, utmed vägen mellan Finspång och Vingåker.

## Historia
Lotorps järnbruk anlades 1635 av Gillis de Flon. Bruket lades ned 1916 och större delen skogen och övriga markerna tillhöriga bruket övertogs av Fiskeby fabriks AB som en tid fortsatte att driva Yxvikens sågverk norr om Lotorp.

### Befolkningsutveckling
| Befolkningsutvecklingen i Lotorp 1900–2020 | Befolkningsutvecklingen i Lotorp 1900–2020 | Befolkningsutvecklingen i Lotorp 1900–2020 | Befolkningsutvecklingen i Lotorp 1900–2020 | Befolkningsutvecklingen i Lotorp 1900–2020 |
| ------------------------------------------ | ------------------------------------------ | ------------------------------------------ | ------------------------------------------ | ------------------------------------------ |
|                                            |                                            |                                            |                                            |                                            |
| År                                         |                                            |                                            | Folkmängd                                  | Areal (ha)                                 |
| 1900                                       | 1900                                       |                                            | 799                                        | †                                          |
| 1960                                       | 1960                                       |                                            | 775                                        |                                            |
| 1965                                       | 1965                                       |                                            | 609                                        |                                            |
| 1970                                       | 1970                                       |                                            | 601                                        |                                            |
| 1975                                       | 1975                                       |                                            | 617                                        |                                            |
| 1980                                       | 1980                                       |                                            | 703                                        |                                            |
| 1990                                       | 1990                                       |                                            | 770                                        | 95                                         |
| 1995                                       | 1995                                       |                                            | 737                                        | 96                                         |
| 2000                                       | 2000                                       |                                            | 732                                        | 96                                         |
| 2005                                       | 2005                                       |                                            | 715                                        | 96                                         |
| 2010                                       | 2010                                       |                                            | 701                                        | 96                                         |
| 2015                                       | 2015                                       |                                            | 685                                        | 95                                         |
| 2020                                       | 2020                                       |                                            | 660                                        | 97                                         |
| † Som köpingsliknande samhälle 1900.       |                                            |                                            |                                            |                                            |

## Kommunikationer
Lotorp trafikeras av Östgötatrafikens busslinje 417.